# Памятник доктору Гралю
Памятник доктору Фёдору Христофоровичу Гралю установлен в Перми на улице Ленина в Дзержинском районе города.

## История
Памятник известному пермскому доктору был установлен 11 июня 2005 г. у здания 2-й клинической больницы, которая в 2003 г. была названа в его честь. Для создания памятника Пермский благотворительный фонд имени доктора Ф. Граля предложил народный проект «Восстановление памятника доктору Федору Гралю». Идея была принята, и с 1999 по 2005 гг. были собраны средства по подписным листам. Свой вклад сделали более 4 тысяч пермяков, 11 пермских больниц, более 40 фирм, а также администрации Пермской области и города Перми. Надо заметить, что памятный знак доктору в Перми уже был — в виде чугунной колонны с короткой надписью «Доктор Граль», возведённой на народные деньги на его могиле на Архиерейском кладбище. Колонна была уничтожена в 1931 г., на месте кладбища был организован зоопарк.
Авторами памятника выступили скульптор А. Залазаев и архитектор В. Воженников. Для создания памятника Алексей Залазаев много работал с архивными документами и консультировался с краеведами. Памятник был выполнен из бронзы в классическом стиле с некоторыми элементами модерна, а его постамент был отлит из чугуна. Высота памятника составляет 4,5 м. Площадка вокруг памятника вымощена плиткой. Надпись на постаменте гласит:
Народный доктор

Граль Федор Христофорович

Основатель Пермской Губернской Медицины

1798 год
На открытии памятника присутствовали и. о. губернатора области О. Чиркунов, глава города А. Каменев, глава администрации Дзержинского района А. Ильин, скульптор А. Залазаев, а также депутаты, врачи и представители лютеранской и православной церквей.